# Bolívar (département de Colombie)
Pour les articles homonymes, voir Bolívar.
Bolívar est un département du nord de la Colombie. Sa capitale est la ville portuaire de Carthagène des Indes.

## Histoire

### Période coloniale
Les côtes du département de Bolívar sont découvertes par Rodrigo de Bastidas et Juan de la Cosa en 1500 et 1501, lorsqu'ils débarquent dans la baie de Cispatá. Le premier conquistador espagnol est Pedro de Heredia, qui fonde Carthagène des Indes (initialement baptisée San Sebastián de Calamar) le 1er juin 1533.
La Real cédula de 1535 définit le río Magdalena comme limite entre les provinces de Santa Marta et Carthagène. Cette dernière est gouvernée par Pedro de Heredia et est sous la juridiction de l'audiencia de Panamá, première audiencia d'Amérique du Sud, établie en 1533.
Durant l'époque coloniale et jusqu'en 1810, la province de Cartaghène dépend de la Vice-royauté de Nouvelle-Grenade.

### XIXeetXXesiècles
En 1819, après l'établissement de la République de Colombie, la province de Carthagène est intégrée au département de Cundinamarca bien qu'elle soit toujours sous domination espagnole. En 1821, après que les ces derniers ait été définitivement chassés, de nouveaux départements sont créés et la province de Carthagène dépend alors du Département de Magdalena.
En 1857, la province reçoit le nom de Bolívar et devient l'État fédéral de Bolívar (Loi Grenadina du 15 juin 1857), l'une des 9 subdivision de la Confédération grenadine. En 1863, avec l'établissement des États-Unis de Colombie, il est renommé en État souverain de Bolívar, tout en conservant les mêmes limites territoriales. Durant cette période (1857-1886), l'État de Bolívar regroupe le territoire des actuels départements de Bolívar, Sucre, Córdoba et Atlántico, dans le nord de la Colombie, et San Andrés y Providencia dans la mer des Caraïbes.
En 1886, à la faveur d'une nouvelle constitution, l'État de Bolívar devient le département de Bolívar.
Le département d'Atlántico est créé 11 avril 1905 dans le cadre du plan de modernisation du président Rafael Reyes. Il est formé par les provinces de Sabanalarga et Barranquilla, séparées du département de Bolívar, avec Barranquilla comme capitale. En 1912, la Loi 52 de 1912 créé l'Intendencia de San Andrés y Providencia et l'archipel échappe au contrôle département de Bolívar,. En 1951, c'est le département de Córdoba qui est créé par la Loi 9 de 1951, retranchant 23 981,93 km2 au territoire de Bolívar, puis en 1966 c'est le tour du département de Sucre, par la Loi 47 de 1966, qui enlève encore 10 783 km2 du département et lui donne sa forme actuelle.

La province de Carthagène en 1810.
La province de Carthagène en 1855.
L'État souverain de Bolívar en 1863.
Le département de Bolivar à partir de 1966.

## Géographie

### Géographie physique

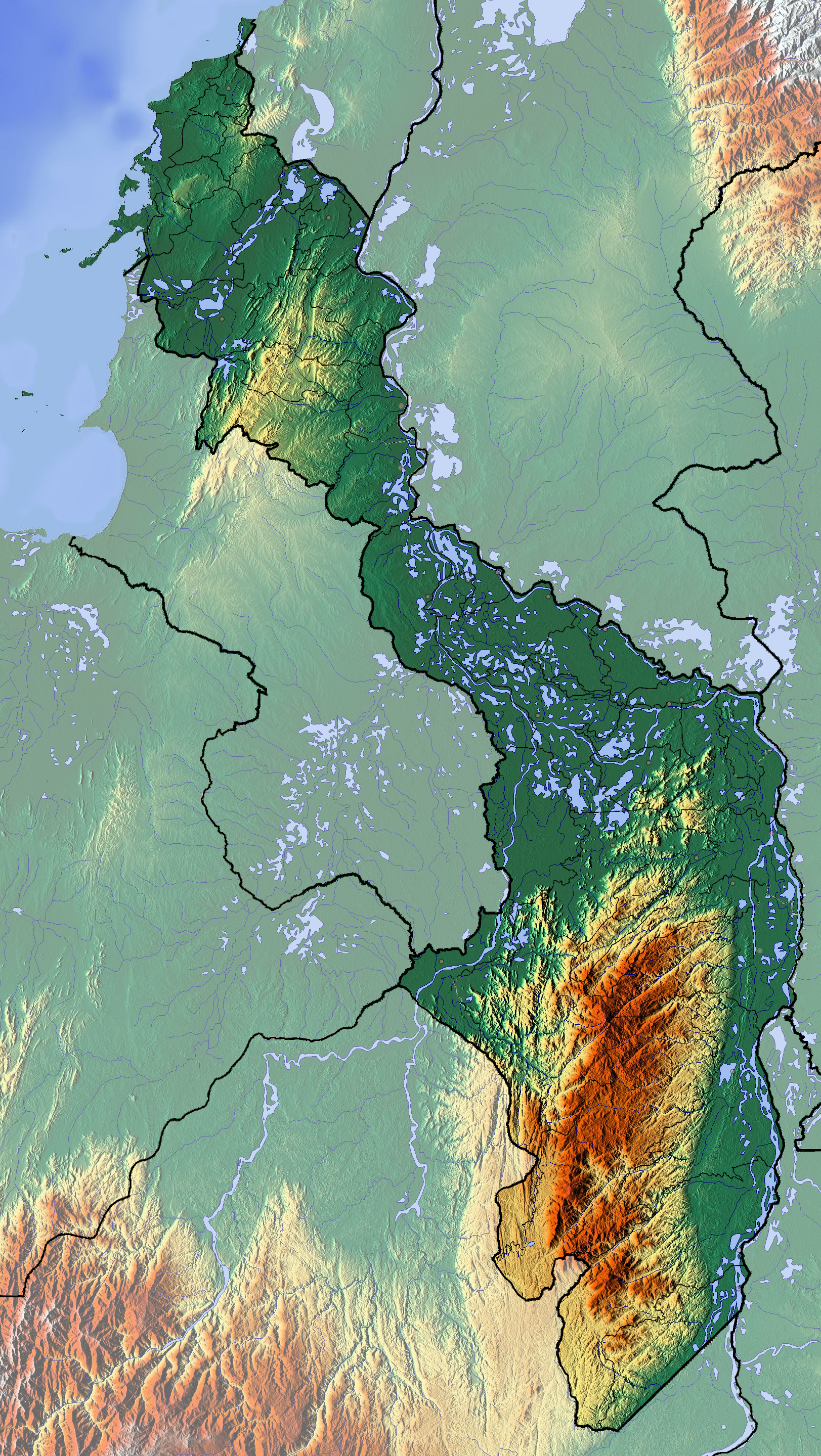
Carte topographique de Bolívar.

Le département de Bolívar est situé au nord de la Colombie. Il est baigné au nord par la mer des Caraïbes. À l'est, il est bordé par les départements d'Atlántico, Magdalena Cesar et Santander, au sud-ouest par celui d'Antioquia et à l'ouest par ceux de Córdoba et Sucre.
Il occupe 25 978 km2 et possède en mer des Caraïbes un territoire insulaire appartenant au District Touristique et Culturel de Carthagène des Indes (Distrito Turístico y Cultural de Cartagena de Indias) formé par les îles Tierra Bomba, du Rosaire, Barú, San Bernardo (es) et Fuerte.
La géographie du département est caractérisée par le cours inférieur du río Magdalena et de ses affluents (les ríos Cauca et San Jorge) qui parsèment le territoire de ciénagas (marécages et lacs peu profonds). Le canal del Dique se fraye un chemin à travers ces étendues d'eau et relie le fleuve au port de Carthagène des Indes, la capitale. Au sud, le relief s'accentue au niveau de la serranía de San Lucas, extension la plus septentrionale de la cordillère Centrale.

### Découpage administratif

Municipalités de Bolívar.

Le département de Bolívar est divisé en 47 municipalités plus le District Touristique et Culturel de Carthagène. Sa capitale est Carthagène des Indes.
| Municipalité           | Superficie (km2) | Population (2005) | Densité (hab./km2) |
| ---------------------- | ---------------- | ----------------- | ------------------ |
| Achí                   | 871              | 34 861            | 40                 |
| Altos del Rosario      | 248              | 11 735            | 47,3               |
| Arenal                 | 534              | 16 799            | 31,5               |
| Arjona                 | 566              | 65 000            | 114,8              |
| Arroyohondo            | 162              | 9 000             | 55,6               |
| Barranco de Loba       | 416              | 15 572            | 37,4               |
| Calamar                | 246              | 21 128            | 85,9               |
| Cantagallo             | 680              | 8 167             | 12                 |
| El Carmen de Bolívar   | 954              | 67 952            | 71,2               |
| Carthagène des Indes   | 609              | 921 614           | 1 513,3            |
| Cicuco                 | 103              | 11 094            | 107,7              |
| Clemencia              |                  | 11 961            |                    |
| Córdoba                | 350              | 13 113            | 37,5               |
| El Guamo               | 390              | 7 712             | 19,8               |
| El Peñón               | 352              | 8 131             | 23,1               |
| Hatillo de Loba        | 150              | 13 113            | 87,4               |
| Magangué               | 1 113            | 214 125           | 192,4              |
| Mahates                | 479              | 23 355            | 48,8               |
| Margarita              | 295              | 9 419             | 31,9               |
| Maria La Baja          | 570              | 46 021            | 80,7               |
| Montecristo            | 2 089            | 18 386            | 8,8                |
| Morales                | 1 265            | 19 196            | 15,2               |
| Norosí                 | 412              | 14 928            | 36,2               |
| Pinillos               | 753              | 23 250            | 30,9               |
| Regidor                | 396              | 9 227             | 23,3               |
| Río Viejo              | 1 414            | 21 427            | 15,2               |
| San Cristóbal          | 126              | 6 713             | 53,3               |
| San Estanislao         | 208              | 15 263            | 73,4               |
| San Fernando           | 388              | 12 929            | 33,3               |
| San Jacinto            | 434              | 21 218            | 48,9               |
| San Jacinto del Cauca  | 549              | 11 868            | 21,6               |
| San Juan de Nepomuceno | 675              | 32 514            | 48,2               |
| San Martín de Loba     | 742              | 14 825            | 20                 |
| San Pablo              | 1 967            | 30 100            | 15,3               |
| Santa Catalina         | 153              | 12 312            | 80,5               |
| Santa Cruz de Mompox   | 645              | 41 215            | 63,9               |
| Santa Rosa             | 151              | 19 092            | 126,4              |
| Santa Rosa del Sur     | 2 800            | 35 157            | 12,6               |
| Simití                 | 1 045            | 44 300            | 42,4               |
| Soplaviento            | 131              | 8 472             | 64,7               |
| Talaigua Nuevo         | 261              | 11 086            | 42,5               |
| Tiquisio               | 758              | 19 169            | 25,3               |
| Turbaco                | 183              | 66 223            | 361,9              |
| Turbaná                | 148              | 13 693            | 92,5               |
| Villanueva             | 135              | 17 794            | 131,8              |
| Zambrano               | 287              | 11 096            | 38,7               |

## Démographie
| 1985      | 1990      | 1995      | 2000      | 2005      | - | - | - | - |
| --------- | --------- | --------- | --------- | --------- | - | - | - | - |
| 1 305 282 | 1 486 671 | 1 678 813 | 1 794 363 | 1 878 993 | - | - | - | - |

Selon le recensement de 2005, 0,1 % de la population de Bolívar se reconnait comme étant « indigène », c'est-à-dire descendant d'ethnies amérindiennes, et 27,6 % se définissent comme afro-colombiens,. Cette dernière statistique place le département en troisième place pour le taux d'afro-colombiens, derrière les départements de Chocó et San Andrés y Providencia.

## Philatélie
Entre 1883 et 1886, la poste locale de l'État de Bolívar a émis les timbres-poste réputés les plus petits du monde avec une surface de 1,20 cm².